# Fribord
Fribord är den del av ett fartygs sidor (bordläggning) som är ovanför vattenlinjen. Administrationen föreskriver ett fartygs minsta fribord och detta visas på fartygssidan med ett plimsollmärke (till vänster) samt en lastskala till höger om denna.

Det målade plimsoll- och lastmärket på fartygets fribord